# Libérat Mfumukeko
Libérat Mfumukeko (...) è un diplomatico burundese,è l'attuale Segretario Generale della Comunità dell'Africa Orientale. È stato scelto per questo compito dai Capi di Stato dell'East African Community il 2 marzo 2016, ha assunto l'incarico il 26 Aprile 2016 per un mandato di 5 anni, al posto di Richard Sezibera.